# Elecciones municipales de 2016 en la Región de Los Ríos
Las elecciones municipales en la Región de Los Ríos se realizaron el 23 de octubre de 2016.

## Resultados regionales

### Alcalde
| Lista                         | Pacto o partido               | Sigla                       | Votos   | %?     | Cand.? | Alc.? | %? | ± %? | ± A.? |
| ----------------------------- | ----------------------------- | --------------------------- | ------- | ------ | ------ | ----- | -- | ---- | ----- |
| C                             | Poder Ecologista y Ciudadano  |                             | 3260    | 2,58   | 2      |       |    |      |       |
|                               | Partido Ecologista Verde      | PEV                         | 1871    | 1,48   | 1      |       |    |      |       |
| Independientes Lista C        | ILC                           | 1389                        | 1,10    | 1      |        |       |    |      |       |
| E                             | Nueva Mayoría                 |                             | 50 916  | 40,23  | 12     |       |    |      |       |
|                               | Partido Demócrata Cristiano   | PDC                         | 2794    | 2,21   | 2      |       |    |      |       |
| Partido por la Democracia     | PPD                           | 15 122                      | 11,95   | 4      |        |       |    |      |       |
| Partido Socialista            | PS                            | 33 000                      | 26,08   | 6      |        |       |    |      |       |
| F                             | Chile Vamos                   |                             | 59 356  | 46,90  | 12     |       |    |      |       |
|                               | Renovación Nacional           | RN                          | 11 331  | 8,95   | 3      |       |    |      |       |
| Unión Demócrata Independiente | UDI                           | 15 075                      | 11,91   | 3      |        |       |    |      |       |
| Independientes Lista F        | ILF                           | 32 950                      | 26,04   | 6      |        |       |    |      |       |
| O                             | Yo Marco por el Cambio        |                             | 2637    | 2,08   | 5      |       |    |      |       |
|                               | Partido Progresista           | PRO                         | 2583    | 2,04   | 4      |       |    |      |       |
| Independientes Lista O        | ILO                           | 54                          | 0,04    | 1      |        |       |    |      |       |
| Z                             | Independientes fuera de pacto | Ind                         | 10 384  | 8,21   | 9      |       |    |      |       |
| Total de votos válidos        | Total de votos válidos        | Total de votos válidos      | 126 553 | 96,54  |        |       |    |      |       |
| Votos nulos                   | Votos nulos                   | Votos nulos                 | 2655    | 2,03   |        |       |    |      |       |
| Votos en blanco               | Votos en blanco               | Votos en blanco             | 1885    | 1,44   |        |       |    |      |       |
| Total de sufragios emitidos   | Total de sufragios emitidos   | Total de sufragios emitidos | 131 093 | 100,00 |        |       |    |      |       |

## Provincia de Valdivia

### Corral
Alcalde
| Alcalde actual          | Gastón Pérez González (ILH) | Gastón Pérez González (ILH) | Gastón Pérez González (ILH) | Gastón Pérez González (ILH) | Gastón Pérez González (ILH) |
| Candidato               | Partido                     | Votos                       | %                           | Resultado                   | Información adicional       |
| ----------------------- | --------------------------- | --------------------------- | --------------------------- | --------------------------- | --------------------------- |
| Leonel Vera Pavie       | PS                          | 1223                        | 39,30                       |                             |                             |
| Gastón Pérez González   | ILF                         | 1326                        | 42,61                       | Electo                      | Reelecto                    |
| Rosiel González Galindo | IND                         | 563                         | 18,09                       |                             |                             |

### Lanco
Alcalde
| Alcalde actual            | Rolando Peña Riquelme (RN) | Rolando Peña Riquelme (RN) | Rolando Peña Riquelme (RN) | Rolando Peña Riquelme (RN) | Rolando Peña Riquelme (RN) |
| Candidato                 | Partido                    | Votos                      | %                          | Resultado                  | Información adicional      |
| ------------------------- | -------------------------- | -------------------------- | -------------------------- | -------------------------- | -------------------------- |
| María Luisa Vargas Pellet | PDC                        | 2278                       | 32,19                      |                            | Concejala                  |
| Rolando Peña Riquelme     | RN                         | 3420                       | 48,33                      | Electo                     | Reelecto                   |
| Juan Santana Paredes      | IND                        | 1378                       | 19,47                      |                            | Concejal                   |

### Los Lagos
Alcalde
| Alcalde actual           | Simón Mansilla Roa (PS) | Simón Mansilla Roa (PS) | Simón Mansilla Roa (PS) | Simón Mansilla Roa (PS) | Simón Mansilla Roa (PS) |
| Candidato                | Partido                 | Votos                   | %                       | Resultado               | Información adicional   |
| ------------------------ | ----------------------- | ----------------------- | ----------------------- | ----------------------- | ----------------------- |
| Miguel Moya López        | PS                      | 2024                    | 26,01                   |                         |                         |
| Juan Carlos Farías Silva | ILF                     | 2052                    | 26,37                   |                         |                         |
| Samuel Torres Sepúlveda  | IND                     | 2962                    | 38,06                   | Electo                  |                         |
| Simón Mansilla Roa       | IND                     | 745                     | 9,57                    |                         |                         |

### Máfil
Alcalde
| Alcalde actual            | Claudio Sepúlveda Miranda (PPD) | Claudio Sepúlveda Miranda (PPD) | Claudio Sepúlveda Miranda (PPD) | Claudio Sepúlveda Miranda (PPD) | Claudio Sepúlveda Miranda (PPD) |
| Candidato                 | Partido                         | Votos                           | %                               | Resultado                       | Información adicional           |
| ------------------------- | ------------------------------- | ------------------------------- | ------------------------------- | ------------------------------- | ------------------------------- |
| Claudio Sepúlveda Miranda | PPD                             | 2313                            | 69,17                           | Electo                          | Reelecto                        |
| Irene Ojeda Muñoz         | ILF                             | 977                             | 29,22                           |                                 |                                 |
| Arturo Bravo de Petris    | IND                             | 54                              | 1,61                            |                                 |                                 |

### Mariquina
Alcalde
| Alcalde actual          | Erwin Pacheco Ayala (PDC) | Erwin Pacheco Ayala (PDC) | Erwin Pacheco Ayala (PDC) | Erwin Pacheco Ayala (PDC) | Erwin Pacheco Ayala (PDC) |
| Candidato               | Partido                   | Votos                     | %                         | Resultado                 | Información adicional     |
| ----------------------- | ------------------------- | ------------------------- | ------------------------- | ------------------------- | ------------------------- |
| Jaime Ramírez Márquez   | PS                        | 2159                      | 25,13                     |                           |                           |
| Guillermo Mitre Gatica  | ILF                       | 3738                      | 43,51                     | Electo                    |                           |
| Andrés Jiménez Anabalón | PRO                       | 135                       | 1,57                      |                           |                           |
| Erwin Pacheco Ayala     | IND                       | 2560                      | 29,80                     |                           |                           |

### Paillaco
Alcalde
| Alcalde actual          | Ramona Reyes Painequeo (PS) | Ramona Reyes Painequeo (PS) | Ramona Reyes Painequeo (PS) | Ramona Reyes Painequeo (PS) | Ramona Reyes Painequeo (PS) |
| Candidato               | Partido                     | Votos                       | %                           | Resultado                   | Información adicional       |
| ----------------------- | --------------------------- | --------------------------- | --------------------------- | --------------------------- | --------------------------- |
| Ramona Reyes Painequeo  | PS                          | 4426                        | 51,58                       | Electa                      | Reelecta                    |
| Carlos Rolack Hueitra   | UDI                         | 3800                        | 44,28                       |                             |                             |
| Gabriel Catalán Navarro | PRO                         | 112                         | 1,31                        |                             |                             |
| Mauricio Cortés Oyarzún | IND                         | 243                         | 2,83                        |                             |                             |

### Panguipulli
Alcalde
| Alcalde actual          | René Aravena Riffo (RN) | René Aravena Riffo (RN) | René Aravena Riffo (RN) | René Aravena Riffo (RN) | René Aravena Riffo (RN) |
| Candidato               | Partido                 | Votos                   | %                       | Resultado               | Información adicional   |
| ----------------------- | ----------------------- | ----------------------- | ----------------------- | ----------------------- | ----------------------- |
| Rodrigo Valdivia Orias  | PS                      | 6110                    | 51,14                   | Electo                  |                         |
| René Aravena Riffo      | RN                      | 5248                    | 43,93                   |                         |                         |
| Álvaro Mendoza Berrocal | IND                     | 589                     | 4,93                    |                         |                         |

### Valdivia
Alcalde
| Alcalde actual           | Omar Sabat Guzmán (ILH) | Omar Sabat Guzmán (ILH) | Omar Sabat Guzmán (ILH) | Omar Sabat Guzmán (ILH) | Omar Sabat Guzmán (ILH) |
| Candidato                | Partido                 | Votos                   | %                       | Resultado               | Información adicional   |
| ------------------------ | ----------------------- | ----------------------- | ----------------------- | ----------------------- | ----------------------- |
| Vicente Gómez San Martín | PEV                     | 1871                    | 4,80                    |                         |                         |
| Marcos Ilabaca Cerda     | PS                      | 17 058                  | 43,74                   |                         | Concejal                |
| Omar Sabat Guzmán        | ILF                     | 17 874                  | 45,83                   | Electo                  | Alcalde desde 2012      |
| Alan Carrasco Silva      | PRO                     | 2200                    | 5,64                    |                         |                         |

## Provincia de Ranco

### Futrono
Alcalde
| Alcalde actual             | Sarita Jaramillo Arismendi (PPD) | Sarita Jaramillo Arismendi (PPD) | Sarita Jaramillo Arismendi (PPD) | Sarita Jaramillo Arismendi (PPD) | Sarita Jaramillo Arismendi (PPD) |
| Candidato                  | Partido                          | Votos                            | %                                | Resultado                        | Información adicional            |
| -------------------------- | -------------------------------- | -------------------------------- | -------------------------------- | -------------------------------- | -------------------------------- |
| Sarita Jaramillo Arismendi | PPD                              | 2617                             | 41,00                            |                                  |                                  |
| Claudio Lavado Castro      | UDI                              | 3766                             | 59,00                            | Electo                           |                                  |

### La Unión
Alcalde
| Alcalde actual                 | María Angélica Astudillo Mautz (PPD) | María Angélica Astudillo Mautz (PPD) | María Angélica Astudillo Mautz (PPD) | María Angélica Astudillo Mautz (PPD) | María Angélica Astudillo Mautz (PPD) |
| Candidato                      | Partido                              | Votos                                | %                                    | Resultado                            | Información adicional                |
| ------------------------------ | ------------------------------------ | ------------------------------------ | ------------------------------------ | ------------------------------------ | ------------------------------------ |
| Mario Ortiz Cuevas             | ILC                                  | 1389                                 | 10,02                                |                                      |                                      |
| María Angélica Astudillo Mautz | PPD                                  | 5354                                 | 38,62                                |                                      |                                      |
| Aldo Pinuer Solís              | ILF                                  | 6983                                 | 50,38                                | Electo                               |                                      |
| Mario Naipayán Pardo           | PRO                                  | 136                                  | 0,98                                 |                                      |                                      |

### Lago Ranco
Alcalde
| Alcalde actual            | Miguel Meza (PDC) | Miguel Meza (PDC) | Miguel Meza (PDC) | Miguel Meza (PDC) | Miguel Meza (PDC)     |
| Candidato                 | Partido           | Votos             | %                 | Resultado         | Información adicional |
| ------------------------- | ----------------- | ----------------- | ----------------- | ----------------- | --------------------- |
| Excequiel Gallardo Cortez | PDC               | 516               | 11,41             |                   |                       |
| Miguel Meza Shwenke       | RN                | 2663              | 58,88             | Electo            |                       |
| Alberto Rodríguez Molina  | IND               | 654               | 14,46             |                   |                       |
| Herman Portales Osorio    | IND               | 690               | 15,26             |                   |                       |

### Río Bueno
Alcalde
| Alcalde actual     | Luis Reyes Álvarez (UDI) | Luis Reyes Álvarez (UDI) | Luis Reyes Álvarez (UDI) | Luis Reyes Álvarez (UDI) | Luis Reyes Álvarez (UDI) |
| Candidato          | Partido                  | Votos                    | %                        | Resultado                | Información adicional    |
| ------------------ | ------------------------ | ------------------------ | ------------------------ | ------------------------ | ------------------------ |
| Mirtala Hott Solís | PPD                      | 4838                     | 39,18                    |                          |                          |
| Luis Reyes Álvarez | UDI                      | 7509                     | 60,82                    | Electo                   | Reelecto                 |